# Deutscher Sportclub Arminia Bielefeld 1985-1986
Questa voce raccoglie le informazioni riguardanti il Deutscher Sportclub Arminia Bielefeld nelle competizioni ufficiali della stagione 1985-1986.

## Stagione
Nella stagione 1985-1986 l'Arminia Bielefeld, allenato da Gerd Roggensack e Horst Franz, concluse il campionato di 2. Bundesliga al 4º posto. In Coppa di Germania l'Arminia Bielefeld fu eliminato al primo turno dal St. Pauli.

## Rosa
| N. |                     | Ruolo | Calciatore      |
| -- | ------------------- | ----- | --------------- |
|    | Germania (bandiera) | P     | Dirk Hellmann   |
|    | Germania (bandiera) | P     | Wolfgang Kneib  |
|    | Germania (bandiera) | D     | Andreas Ellguth |
|    | Germania (bandiera) | D     | Thomas Helmer   |
|    | Germania (bandiera) | D     | Andreas Ridder  |
|    | Germania (bandiera) | D     | Horst Wohlers   |
|    | Germania (bandiera) | D     | Michael Wollitz |
|    | Germania (bandiera) | C     | Ulrich Büscher  |
|    | Germania (bandiera) | C     | Thomas Gerstner |

| N. |                      | Ruolo | Calciatore       |
| -- | -------------------- | ----- | ---------------- |
|    | Germania (bandiera)  | C     | Uwe Haas         |
|    | Finlandia (bandiera) | C     | Pasi Rautiainen  |
|    | Germania (bandiera)  | C     | Helmut Schröder  |
|    | Germania (bandiera)  | C     | Michael Wilke    |
|    | Germania (bandiera)  | A     | Stefan Kohn      |
|    | Germania (bandiera)  | A     | Ulrich Kretz     |
|    | Germania (bandiera)  | A     | Thomas Ostermann |
|    | Giappone (bandiera)  | A     | Kazuo Ozaki      |
|    | Germania (bandiera)  | A     | Stefan Pater     |

## Organigramma societario
Area tecnica
- Allenatore: Horst Franz
- Allenatore in seconda:
- Preparatore dei portieri:
- Preparatori atletici:

## Calciomercato

### Sessione estiva
| Acquisti | Acquisti        | Acquisti                     | Acquisti |
| R.       | Nome            | da                           | Modalità |
| -------- | --------------- | ---------------------------- | -------- |
| C        | Thomas Gerstner | Arminia Bielefeld (juniores) |          |
| C        | Uwe Haas        | Colonia                      |          |
| A        | Stefan Kohn     | Bayer Leverkusen             |          |
| D        | Michael Wollitz | SpVgg Brakel                 |          |

| Cessioni | Cessioni              | Cessioni          | Cessioni |
| R.       | Nome                  | a                 | Modalità |
| -------- | --------------------- | ----------------- | -------- |
| D        | Franco Foda           | Saarbrücken       |          |
| C        | Ronny Borchers        | Grasshoppers      |          |
| C        | Jörg Breski           | Erkenschwick      |          |
| A        | Stefan Butz           | ASC Schöppingen   |          |
| D        | Dirk Hupe             | Borussia Dortmund |          |
| A        | Siegfried Reich       | Hannover 96       |          |
| P        | Michael Richter       | Göttingen         |          |
| D        | Detlef Schnier        | Saarbrücken       |          |
| A        | Matthias Westerwinter | Hertha Berlino    |          |

### Sessione invernale
| Acquisti | Acquisti | Acquisti | Acquisti |
| R.       | Nome     | da       | Modalità |
| -------- | -------- | -------- | -------- |

| Cessioni | Cessioni | Cessioni | Cessioni |
| R.       | Nome     | a        | Modalità |
| -------- | -------- | -------- | -------- |

## Risultati

### 2. Bundesliga

#### Girone di andata
| Arbitro: | Probst |

|                                       |           |          |
| Zimmermann 10’, 83’ Labbadia 21’, 55’ | Marcatori | 80’ Haas |

| Arbitro: | Wittke |

|                                 |           |                  |
| Kohn 16’ Schröder 76’ Ozaki 86’ | Marcatori | 77’ Hammerschlag |

| Osnabrück 10 agosto 1985, ore 15:00 CEST 3ª giornata | Osnabrück | 0 – 0 referto | Arminia Bielefeld | Stadion an der Bremer Brücke (16 000 spett.)\| Arbitro: \| Brehm \| |
| Arbitro:                                             | Brehm     |               |                   |                                                                     |

| Arbitro: | Theobald |

|          |           |  |
| Kohn 55’ | Marcatori |  |

| Arbitro: | Bauer |

|                             |           |                                       |
| Wollitz 55’ (aut.) Sané 74’ | Marcatori | 22’, 47’ Foda 67’ Kohn 79’ Rautiainen |

| Arbitro: | Reinstädtler |

|                     |           |                       |
| Wollitz 6’ Kohn 47’ | Marcatori | 16’, 32’ Westerwinter |

| Arbitro: | Bruch |

|                  |           |  |
| Hotić 2’ Dum 33’ | Marcatori |  |

| Arbitro: | Puchalski |

|                           |           |  |
| Foda 58’, 75’ Wollitz 81’ | Marcatori |  |

| Arbitro: | Strigel |

|  |           |                      |
|  | Marcatori | 26’ Ellguth 54’ Haas |

| Arbitro: | Retzmann |

|                                                                                        |           |                   |
| Kneib 13’ (rig.) Ostermann 26’ Wollitz 35’ Haas 58’ (rig.) Kretz 60’ Schröder 86’, 89’ | Marcatori | 79’ (rig.) Geiger |

| Arbitro: | Amerell |

|                       |           |            |
| Freiler 53’, 72’, 82’ | Marcatori | 52’ Ridder |

| Arbitro: | Kasperowski |

|           |           |          |
| Kretz 49’ | Marcatori | 10’ Ruof |

| Arbitro: | Schäfer |

|  |           |              |
|  | Marcatori | 88’ Grabosch |

| Arbitro: | Tritschler |

|  |           |               |
|  | Marcatori | 82’ Ostermann |

| Arbitro: | Jupe |

|                           |           |  |
| Helmer 79’ Rautiainen 89’ | Marcatori |  |

| Arbitro: | Kasperowski |

|                          |           |            |
| Brefort 3’ Bunk 14’, 67’ | Marcatori | 69’ Helmer |

| Arbitro: | Kautschor |

|          |           |  |
| Kohn 68’ | Marcatori |  |

| Arbitro: | Ahlenfelder |

|                        |           |  |
| Künast 27’ Schmidt 43’ | Marcatori |  |

| Arbitro: | Dellwing |

|                                     |           |             |
| Haas 8’ Ridder 30’ Drews 60’ (aut.) | Marcatori | 85’ Allievi |

#### Girone di ritorno
| Arbitro: | Kriegelstein |

|             |           |  |
| Wollitz 40’ | Marcatori |  |

| Arbitro: | Hontheim |

|  |           |                 |
|  | Marcatori | 17’ (rig.) Haas |

| Arbitro: | Weber |

|             |           |         |
| Ellguth 78’ | Marcatori | 7’ Grau |

| Arbitro: | Bodmer |

|              |           |            |
| Tobollik 33’ | Marcatori | 41’ Helmer |

| Arbitro: | Mierswa |

|                                                                   |           |          |
| Löffler 9’ (aut.) Ellguth 21’ Rautiainen 53’ Kohn 65’ Wollitz 90’ | Marcatori | 79’ Sané |

| Arbitro: | Tritschler |

|                  |           |                 |
| Glöde 70’ (rig.) | Marcatori | 21’ (rig.) Kohn |

| Arbitro: | Wiesel |

|                            |           |                          |
| Pontzen 2’ (aut.) Kohn 62’ | Marcatori | 49’ Steubing 77’ Pontzen |

| Arbitro: | Brehm |

|  |           |            |
|  | Marcatori | 41’ Helmer |

| Arbitro: | Gabor |

|             |           |                              |
| Wollitz 58’ | Marcatori | 72’ Krstičević 83’ Schneider |

| Arbitro: | Amerell |

|                                               |           |                     |
| Kindermann 4’ Geiger 24’, 72’ Buchheister 29’ | Marcatori | 9’ Ellguth 50’ Kohn |

| Arbitro: | Ermer |

|                 |           |                   |
| Kohn 57’ (rig.) | Marcatori | 14’ (aut.) Helmer |

| Arbitro: | Retzmann |

|                          |           |  |
| Willkomm 29’ Brandts 76’ | Marcatori |  |

| Arbitro: | Scheuerer |

|                                        |           |            |
| Kropp 55’ Kurtenbach 69’ Schlösser 78’ | Marcatori | 44’ Helmer |

| Arbitro: | Ahlenfelder |

|                       |           |              |
| Wollitz 47’ Ozaki 53’ | Marcatori | 72’ Bakalorz |

| Arbitro: | Eli |

|                  |           |                    |
| Hammerschlag 62’ | Marcatori | 39’ Wilke 63’ Kohn |

| Arbitro: | Reinstädtler |

|          |           |              |
| Kohn 67’ | Marcatori | 64’ Bebensee |

| Arbitro: | Merk |

|                        |           |  |
| Stockinger 18’ Eck 69’ | Marcatori |  |

| Arbitro: | Heitmann |

|                    |           |  |
| Ozaki 71’ Kohn 83’ | Marcatori |  |

| Arbitro: | Wahmann |

|                |           |                               |
| Tschiskale 88’ | Marcatori | 59’ Ridder 90’ (aut.) Steiner |

### Coppa di Germania
| Arbitro: | Ren |

|                              |           |  |
| Beermann 108’ Oldenburg 120’ | Marcatori |  |

## Statistiche

### Statistiche di squadra
| Competizione      | Punti | In casa | In casa | In casa | In casa | In casa | In casa | In trasferta | In trasferta | In trasferta | In trasferta | In trasferta | In trasferta | Totale | Totale | Totale | Totale | Totale | Totale | DR  |
| Competizione      | Punti | G       | V       | N       | P       | Gf      | Gs      | G            | V            | N            | P            | Gf           | Gs           | G      | V      | N      | P      | Gf     | Gs     | DR  |
| ----------------- | ----- | ------- | ------- | ------- | ------- | ------- | ------- | ------------ | ------------ | ------------ | ------------ | ------------ | ------------ | ------ | ------ | ------ | ------ | ------ | ------ | --- |
| 2. Bundesliga     | 45    | 19      | 11      | 6       | 2       | 39      | 16      | 19           | 7            | 3            | 9            | 21           | 31           | 38     | 18     | 9      | 11     | 60     | 47     | +13 |
| Coppa di Germania | -     | 0       | 0       | 0       | 0       | 0       | 0       | 1            | 0            | 0            | 1            | 0            | 2            | 1      | 0      | 0      | 1      | 0      | 2      | -2  |
| Totale            | 45    | 19      | 11      | 6       | 2       | 39      | 16      | 20           | 7            | 3            | 10           | 21           | 33           | 39     | 18     | 9      | 12     | 60     | 49     | +11 |

### Andamento in campionato
| Giornata  | 1  | 2  | 3  | 4 | 5 | 6 | 7 | 8 | 9 | 10 | 11 | 12 | 13 | 14 | 15 | 16 | 17 | 18 | 19 | 20 | 21 | 22 | 23 | 24 | 25 | 26 | 27 | 28 | 29 | 30 | 31 | 32 | 33 | 34 | 35 | 36 | 37 | 38 |
| --------- | -- | -- | -- | - | - | - | - | - | - | -- | -- | -- | -- | -- | -- | -- | -- | -- | -- | -- | -- | -- | -- | -- | -- | -- | -- | -- | -- | -- | -- | -- | -- | -- | -- | -- | -- | -- |
| Luogo     | T  | C  | T  | C | T | C | T | C | T | C  | T  | C  | C  | T  | C  | T  | C  | T  | C  | C  | T  | C  | T  | C  | T  | C  | T  | C  | T  | C  | T  | T  | C  | T  | C  | T  | C  | T  |
| Risultato | P  | V  | N  | V | V | N | P | V | V | V  | P  | N  | P  | V  | V  | P  | V  | P  | V  | V  | V  | N  | N  | V  | N  | N  | V  | P  | P  | N  | P  | P  | V  | V  | N  | P  | V  | V  |
| Posizione | 18 | 13 | 13 | 9 | 4 | 6 | 9 | 5 | 3 | 1  | 2  | 3  | 7  | 5  | 4  | 5  | 3  | 7  | 5  | 4  | 2  | 3  | 3  | 2  | 2  | 2  | 2  | 4  | 5  | 5  | 7  | 8  | 7  | 5  | 4  | 7  | 5  | 4  |

Legenda:

Luogo: C = Casa; T = Trasferta. Risultato: V = Vittoria; N = Pareggio; P = Sconfitta.

### Statistiche dei giocatori
| Giocatore     | 2. Bundesliga | 2. Bundesliga | 2. Bundesliga | 2. Bundesliga | Coppa di Germania | Coppa di Germania | Coppa di Germania | Coppa di Germania | Totale   | Totale | Totale      | Totale     |
| Giocatore     | Presenze      | Reti          | Ammonizioni   | Espulsioni    | Presenze          | Reti              | Ammonizioni       | Espulsioni        | Presenze | Reti   | Ammonizioni | Espulsioni |
| ------------- | ------------- | ------------- | ------------- | ------------- | ----------------- | ----------------- | ----------------- | ----------------- | -------- | ------ | ----------- | ---------- |
| U. Büscher    | 31            | 0             | 8             | 0             | 1                 | 0                 | 1                 | 0                 | 32       | 0      | 9           | 0          |
| A. Ellguth    | 37            | 4             | 6             | 0             | 1                 | 0                 | 0                 | 0                 | 38       | 4      | 6           | 0          |
| F. Foda       | 9             | 4             | 3             | 0             | 1                 | 0                 | 0                 | 0                 | 10       | 4      | 3           | 0          |
| T. Gerstner   | 36            | 0             | 5             | 0             | 1                 | 0                 | 0                 | 0                 | 37       | 0      | 5           | 0          |
| U. Haas       | 27            | 5             | 1             | 0             | 1                 | 0                 | 0                 | 0                 | 28       | 5      | 1           | 0          |
| D. Hellmann   | 0             | 0             | 0             | 0             | 0                 | 0                 | 0                 | 0                 | 0        | 0      | 0           | 0          |
| T. Helmer     | 35            | 5             | 1             | 0             | 1                 | 0                 | 0                 | 0                 | 36       | 5      | 1           | 0          |
| W. Kneib      | 38            | 1             | 1             | 0             | 1                 | 0                 | 0                 | 0                 | 39       | 1      | 1           | 0          |
| S. Kohn       | 33            | 13            | 2             | 0             | 0                 | 0                 | 0                 | 0                 | 33       | 13     | 2           | 0          |
| U. Kretz      | 24            | 2             | 1             | 0             | 1                 | 0                 | 0                 | 0                 | 25       | 2      | 1           | 0          |
| T. Ostermann  | 24            | 2             | 2             | 0             | 0                 | 0                 | 0                 | 0                 | 24       | 2      | 2           | 0          |
| K. Ozaki      | 28            | 3             | 2             | 0             | 1                 | 0                 | 0                 | 0                 | 29       | 3      | 2           | 0          |
| S. Pater      | 0             | 0             | 0             | 0             | 1                 | 0                 | 0                 | 0                 | 1        | 0      | 0           | 0          |
| P. Rautiainen | 24            | 3             | 6             | 0             | 0                 | 0                 | 0                 | 0                 | 24       | 3      | 6           | 0          |
| A. Ridder     | 26            | 3             | 4             | 0             | 0                 | 0                 | 0                 | 0                 | 26       | 3      | 4           | 0          |
| H. Schröder   | 34            | 3             | 2             | 0             | 1                 | 0                 | 0                 | 0                 | 35       | 3      | 2           | 0          |
| M. Wilke      | 7             | 1             | 0             | 0             | 0                 | 0                 | 0                 | 0                 | 7        | 1      | 0           | 0          |
| H. Wohlers    | 33            | 0             | 4             | 1             | 1                 | 0                 | 0                 | 0                 | 34       | 0      | 4           | 1          |
| M. Wollitz    | 38            | 7             | 2             | 1             | 1                 | 0                 | 0                 | 0                 | 39       | 7      | 2           | 1          |